# Seaton Sluice
Seaton Sluice ist ein Ort in Northumberland mit 3081 Einwohnern. Es liegt an der Küste an der Mündung des Flusses Seaton Burn, in der Mitte zwischen Whitley Bay und Blyth.

## Geschichte
Seaton Sluice war während des 18. Jahrhunderts ein Industriestandort. Kohle wurde vom Hafen verschifft und um den Zugang zur Schifffahrt zu verbessern, wurde in den 1760er-Jahren ein neuer Zugang zur See (the cut) ausgegraben, wobei eine Rocky Island genannte Insel geschaffen wurde. Dies wurde von der Familie Delaval ausgeführt, die in der Gegend viel Land besaß. Das Dorf beheimatete auch eine Flaschenfabrik. Um das 19. Jahrhundert wurde der Hafen zu klein für die damalige Industrie und den Kohlehandel, der nach Tyneside und Blyth umgezogen war. Ein Versuch im frühen 20. Jahrhundert, das Dorf zu einem Touristenort zu entwickeln, scheiterte, weil der Bau einer zum Teil vollendeten Bahnstrecke im Ersten Weltkrieg aufgegeben wurde.

## Sehenswürdigkeiten
Das Landhaus „Seaton Delaval Hall“, gebaut von Sir John Vanbrugh, liegt in einem Vorort von Seaton Sluice, an der Straße nach Seaton Delaval.
Holywell Dene, das baumreiche Tal, durch das der Seaton Burn in Seaton Sluice fließt, ist Standort eines größeren Gebäudes, das Starlight Castle genannt wird und von der Familie Delaval gebaut wurde.

## Infrastruktur
Seaton Sluice ist über eine Küstenstraße und über eine Autobahnzubringer zur A19 road erreichbar. Der nächstgelegene Flughafen ist Newcastle Airport.

## Persönlichkeiten
- William Smith (1790–1847), Seefahrer

Koordinaten: 55° 5′ N, 1° 29′ W